# Sistema numérico de varas

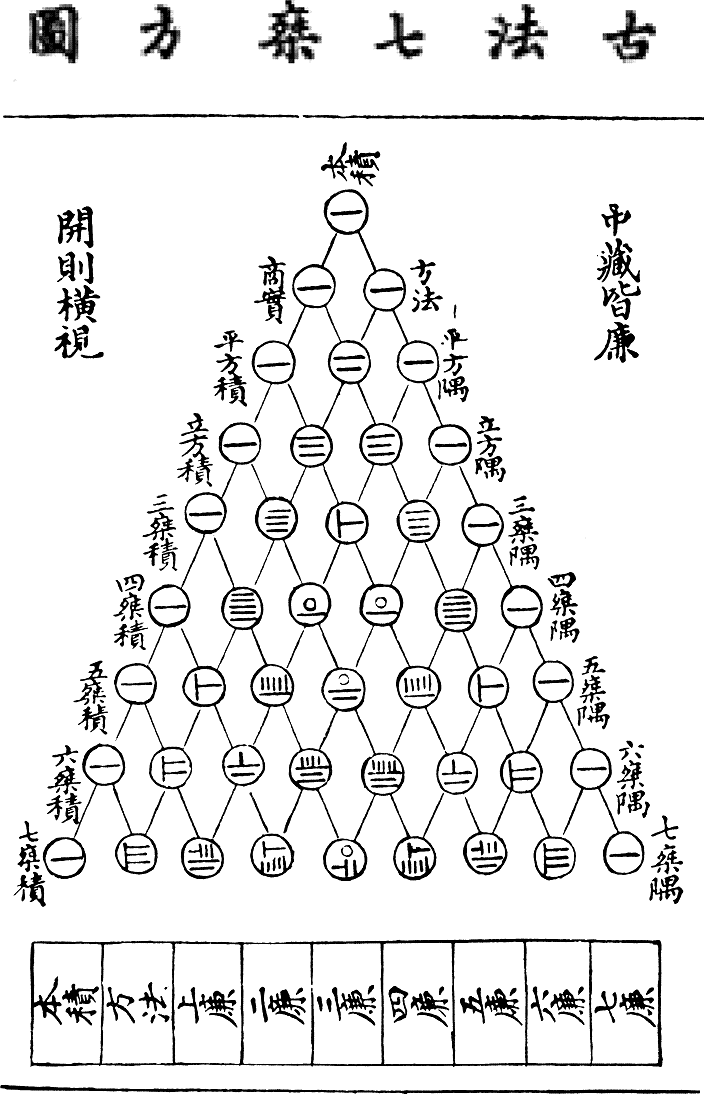
Triângulo de Yang Hui (Pascal), representado por Zhu Shijie em 1303 no uso do Sistema Numérico de Varas

O Sistema numérico de varas (chinês tradicional: 籌; chinês simplificado: 筹; pinyin: chóu) é um método de uso de varinhas cujos comprimentos variavam entre 3 e 14 cm para representar qualquer número inteiro e mesmo fração.

## História
As varinhas de numeração foram utilizadas pelos antigos Chineses durante mais de 2.000 anos. Em 1954, cerca de quarenta varas desse tipo datadas do Período dos Reinos Combatentes foram encontradas na tumba de número 15 Chu (estado) Zuǒjiāgōngshān (左家公山) em Changsha, Hunan.
O uso dessas varas deve ser anterior às varinhas desse achado. Lao Zi, que teria vivido no século V a.C, disse: «um bom calculista não utiliza as varinhas de numeração.
Com a aparição do ábaco, as varas de cálculo foram abandonadas, exceto no Japão, onde essa numeração se desenvolveu para uma notação simbólica da álgebra.

## Uso
As varinhas de contar representam uma unidade cada, dispostas lado a lado e paralelas. Uma varinha disposta perpendicular às demais (que vão até 5) representa o “cinco”. Para evitar confusões, são usadas varas dispostas na vertical e na horizontal alternadamente. As verticais são mais usadas como unidades, centenas, dezenas de milhar e as horizontais para dezenas, milhares, centenas de milhares. Sun Tsu disse que «um é vertical, dez é horizontal».
As varas vermelhas representam  números positivos, enquanto que as varas pretas representam números negativos. Os antigos chineses, sabe-se,  tinham o claro conceito de números positivos e negativos e também do zero, ainda que esse não tivesse uma representação própria, sendo expresso por um espaço em branco, vazio. A obra Nove Capítulos da Arte Matemática escrita no século I d.C. cita «na subtração, subtraem-se números de um mesmo sinal, somam-se números de sinais opostos, subtrai-se um número positivo do zero para formar um número negativo e subtrai-se um número negativo do zero para formar um número positivo». Posteriormente, foi usada em peça (pedra) de Go para representar o zero.
|            | 0 | 1 | 2 | 3 | 4 | 5 | 6 | 7 | 8 | 9 |
| ---------- | - | - | - | - | - | - | - | - | - | - |
| Vertical   |   |   |   |   |   |   |   |   |   |   |
| Horizontal |   |   |   |   |   |   |   |   |   |   |

|            | 0 | -1 | -2 | -3 | -4 | -5 | -6 | -7 | -8 | -9 |
| ---------- | - | -- | -- | -- | -- | -- | -- | -- | -- | -- |
| Vertical   |   |    |    |    |    |    |    |    |    |    |
| Horizontal |   |    |    |    |    |    |    |    |    |    |

Exemplos:
| 231   |
| 5089  |
| -407  |
| -6720 |

## Numeração com varas
A partir das varas de contagem foi criado um “sistema de numeração posicional” no qual as quantias eram grupos de varinhas. Os números positivos eram formados conforme já explicado, mas os negativos eram marcados por uma barra diagonal sobre o último dígito. A barra vertical para os números de 6 a 9 era mais curta para que todos caracteres tivessem a mesma altura.
O zero ficava representado por um círculo (〇). Muitos historiadores acreditam que isso foi importado da numeração presente na Índia por  Gautama Siddha no ano 718, porém, alguns acreditam que foi criado a partir do caráter chinêso "□" usar para preencher espaços.
No século XIII, os matemáticos do período da Dinastia Song modificaram a forma dos numerais  4, 5 e 9 para reduzir o número de traços.  As novas formas horizontais viriam formar a numeração Suzhou. Os japoneses, porém, continuaram usando as formas tradicionais.
|            | 0 | 1 | 2 | 3 | 4 | 5 | 6 | 7 | 8 | 9 |
| ---------- | - | - | - | - | - | - | - | - | - | - |
| Vertical   |   |   |   |   |   |   |   |   |   |   |
| Horizontal |   |   |   |   |   |   |   |   |   |   |

|          | -0 | -1 | -2 | -3 | -4 | -5 | -6 | -7 | -8 | -9 |
| -------- | -- | -- | -- | -- | -- | -- | -- | -- | -- | -- |
| Vertical |    |    |    |    |    |    |    |    |    |    |

|            | 0 | 1 | 2 | 3 | 4 | 5 | 6 | 7 | 8 | 9 |
| ---------- | - | - | - | - | - | - | - | - | - | - |
| Vertical   |   |   |   |   |   |   |   |   |   |   |
| Horizontal |   |   |   |   |   |   |   |   |   |   |

Exemplos:
|       | Tradicional | Song do sul |
| ----- | ----------- | ----------- |
| 231   |             |             |
| 5089  |             |             |
| -407  |             |             |
| -6720 |             |             |

No Japão, Seki Takakazu desenvolveu uma notação simbólica a partir da numeração com varas para seu uso em, álgebra e melhorou de forma drástica a Matemática japonesa. Depois de sua época foi inventado um sistema de numeração posicional com base na numeração chinesa, ficando o papel do sistema de varinhas relegado aossinais de mais e menos.
| Ocidental   | Seki | Póst-Seki  |
| ----------- | ---- | ---------- |
| x + y + 246 | 甲乙 | 甲乙二四六 |
| 5x - 6y     | 甲乙 | 五甲六乙   |
| 7xy         | 甲乙 | 七甲乙     |
| 8x / y      | N/D  | 乙八甲     |

## Cálculo com varas
Um método para efetuar cálculos matemáticos foi desenvolvido para uso das varas de contagem (筹算‎). Pode ser usado para uma grande variedade de cálculos, inclusive para determinar o valor de π, extrair raiz quadrada, raiz cúbica ou raiz enésima de um número, bem como resolver um sistema de equações lineares. Como consequência, o caracterere 籌 teve seu significado estendido para o conceito de planejar em língua chinesa. Por exemplo, a ciência do uso de varas de contar 運籌學 não se refere direta e exclusivamente às varas de contar, mas à  investigação operacional.
Antes da introdução de símbolo para zero, não havia como diferenciar, por exemplo, 10007 de 107 na forma escrita, exceto pela tentativa de deixar espaços variáveis entre 1 e 7, pois para todos os numerais e cálculos só se usava o método das varinhas. Com o advento do zero, os numerais passaram a ser independentes e esse uso do zero sobreviveu bem mais do que aquele método das varas. Uma variante das formas horizontais desses numerais ainda é usado hoje em dia nos bairros chineses em diversas partes do mundo.